# Mariene provincie Eilanden Centrale Indische Oceaan
De Mariene provincie Eilanden Centrale Indische Oceaan (22) (Engels: Central Indian Ocean Islands marine province) is een biogeografische provincie en ligt in het noorden van de Indische Oceaan in het Marien rijk Westelijke Indo-Pacific. De mariene provincie is vastgesteld door het World Wide Fund for Nature en The Nature Conservancy en is vernoemd naar de Malediven en de eilanden van het Brits Indische Oceaanterritorium.
In het noorden grenst het gebied aan de mariene provincie West- en Zuid-Indiaas Plat (21).

## Geografie
De mariene provincie ligt rond de eilandengroep de Malediven en rond de Chagosarchipel.

## Biogeografie
Het gebied kent zeeleven dat houdt van tropische temperaturen.

## Mariene ecoregio's
Deze mariene provincie bestaat uit 2 mariene ecoregio's:
- Mariene ecoregio Malediven (105)
- Mariene ecoregio Chagosarchipel (106)